# Spirotaenia condensata
Spirotaenia condensata, vrsta slatkovodne parožine iz porodice Mesotaeniaceae. Pronađena je po svim kontinentima osim Afrike.

## Sinonimi
- Entospira condensata (Brébisson) Kuntze 1898